# مقبض

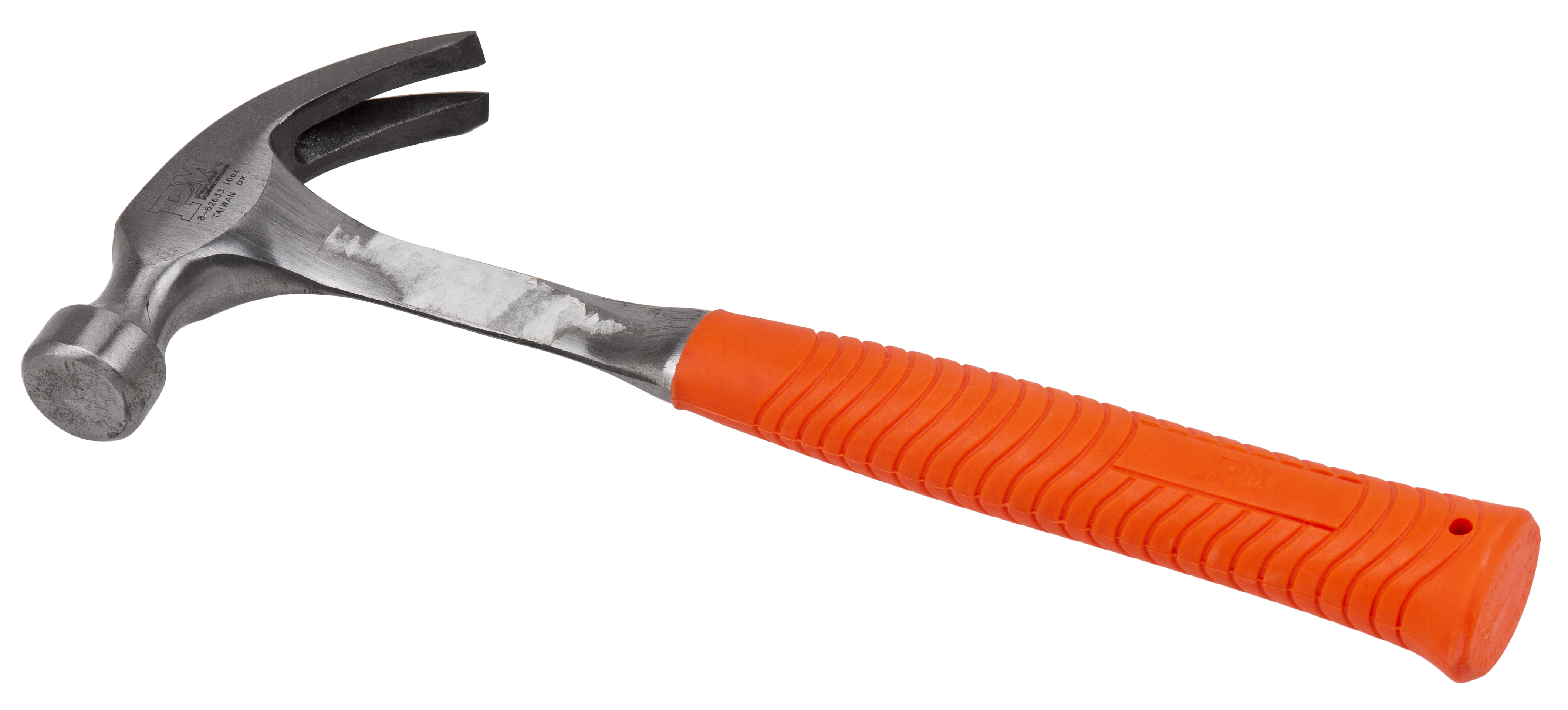
مطرقة بمقبض مطاطي.

المقبض (الجمع: مَقَابِض) هو جزء من أداة ما أو جسم متصلٌ بأداة ما، أداة يُمكن تحريكها، أو استعمالها باليد. عند تصميم المقابض تؤخذ العوامل البشرية (المُسخرة لإراحة الإنسان) بعين الاعتبار. تعتبر مقابض الأدوات عاملاً مهماً، في تسهيل استغلالها، من قبل المستخدم، إلى أقصى الحدود.
تتوجد المقابض قي أشياء كثيرة كالمطارق، والسيوف، والأبواب، والسكاكين، والمفكات وغيرها.

## المعايير العامة للتصميم
أهم المعايير المطلوبة عند تصميم المقابض:
- أن تمتلك ما يكفي من المتانة لدعم الأداة أو لنقل القوة المولجة في المهمة التي تقوم بها الأداة.
- أن تمتلك ما يكفي من الطول لتتيح لليد أو لليدين أن تقبض عليها لكي يتم تطبيق القوة بفعالية.
- أن تكون ذات محيط دائري صغير بما فيه الكفاية ليتيح لقبضة اليد أن تلتف حولها بشدة كافية لتطبيق القوة.